# Zicavo
Zicavo (korsisch Zicavu) ist eine französische Gemeinde mit 208 Einwohnern (Stand: 1. Januar 2022) im Département Corse-du-Sud in der Region Korsika. Sie gehört zum Arrondissement Ajaccio und zum Gemeindeverband Pieve de l’Ornano et du Taravo. Die Bewohner nennen sich Zicavais bzw. korsisch Zicavesi.

## Geografie

Der Gipfel Monte Incudine im Südosten der Gemeinde

Die Gemeinde Zicavo liegt auf rund 700 Meter ü. d. M. im Landesinneren der Insel Korsika, etwa 45 Kilometer östlich der Hafenstadt Ajaccio im Süden des Regionalen Naturparks Korsika. Umgeben wird Zicavo von den Nachbargemeinden Sampolo und Ciamannacce im Norden, Cozzano im Nordosten, Chisa und Solaro im Osten, Quenza im Süden, Olivese und Corrano im Südwesten, Guitera-les-Bains im Westen sowie Tasso im Nordwesten. Das mit 92,77 km² für die Insel ungewöhnlich große Gemeindegebiet ist im Norden stark bewaldet. Durch Zicavo fließt von Nordosten nach Südwesten der Taravo, an dessen Ufer auf 485 m der Ortsteil u Vergaju liegt. Im Osten steigt das Gelände steil an und erreicht Höhen von über 1500 m über dem Meer. Der Monte Incudine bildet mit 2134 m die höchste Erhebung in Zicavo und ist der südlichste Zweitausender der Insel Korsika. Weitere Gipfel im Gemeindegebiet von Zicavo sind:
- Punta di Tintennaja 2018 m
- Monte Malo 1850 m
- Monte Occhiatu 1752 m
- Punta di Tozzarella 1748 m
- Bocca di Chiralba 1743 m
- Punta di Sistaja 1724 m
- Monte Lottone 1668 m
- Bocca di Broncu 1628 m
- Punta di Frauletu 1623 m
- Punta di l’Arleda 1421 m
- Punta di Buchino 1177 m
- Punta Castelluccio 1130 m

Durch den Osten der Gemeinde führt in Nord-Süd-Richtung der Fernwanderweg GR 20; durch das Dorf der die Insel Korsika in Ost-West-Richtung querenden GRP Mare a Mare Centre.

## Bevölkerungsentwicklung
| Jahr      | 1962 | 1968 | 1975 | 1982 | 1990 | 1999 | 2006 | 2012 | 2022 |
| Einwohner | 454  | 404  | 302  | 269  | 245  | 237  | 244  | 231  | 208  |

Im Jahr 1906 wurde mit 1702 Bewohnern die bisher höchste Einwohnerzahl ermittelt. Die Zahlen basieren auf den Daten von cassini.ehess und INSEE.

## Sehenswürdigkeiten

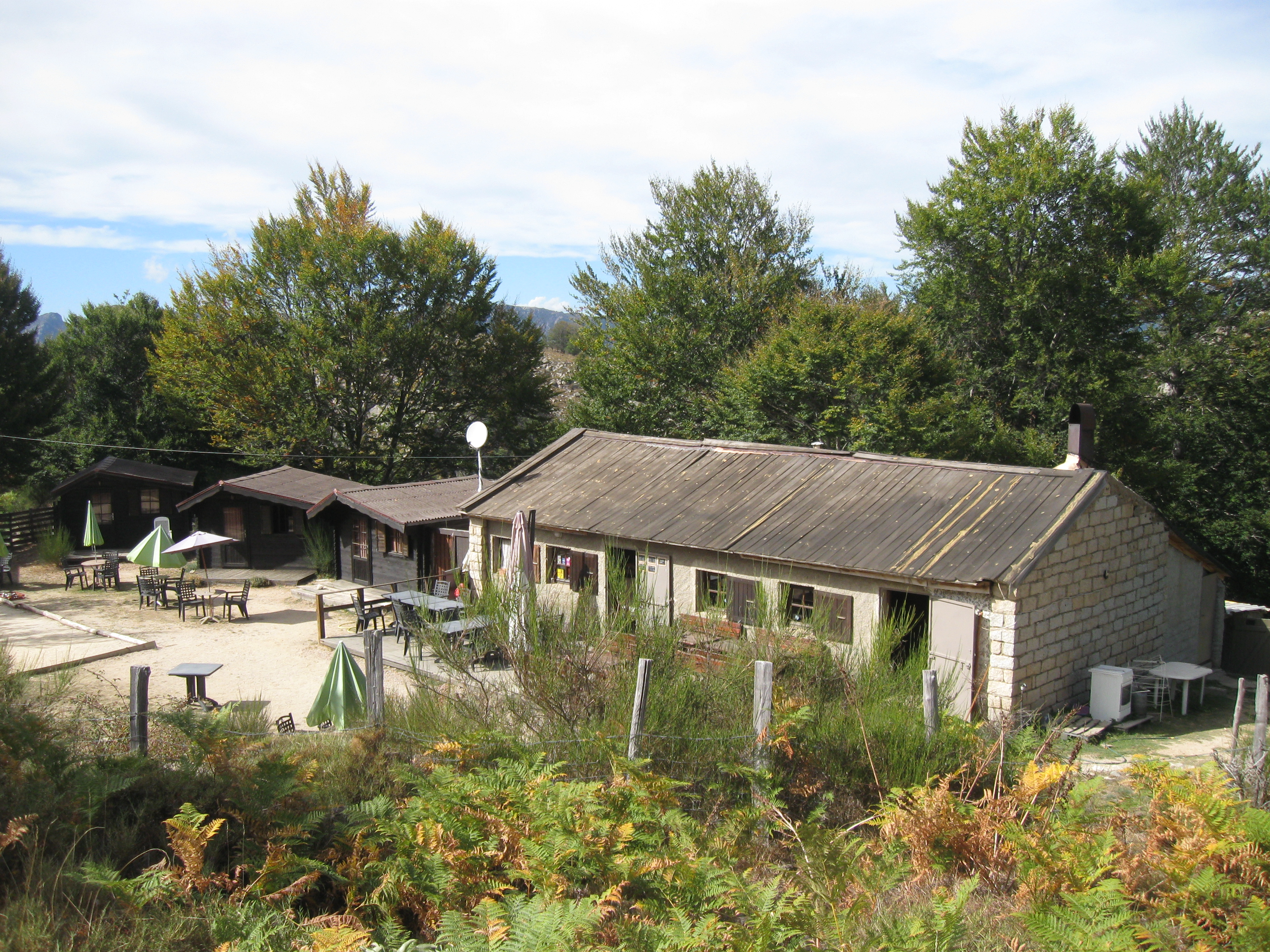
Bergeries de Bassetta

- Pfarrkirche St. Luxor (Église Saint-Luxor) im neugotischen Stil in der Mitte des 19. Jahrhunderts errichtet
- Kapelle St. Rochus (Chapelle Saint-Roch)
- Kapelle San Ghjacomu
- Kapelle San Petru
- Schutzhütte Refuge de Matalza
- Bergeries de Chiasolli und Bergeries de Bassetta (alte Schafställe)

## Wirtschaft und Infrastruktur
Die Landwirtschaft (Schafzucht, Herstellung von Brocciu) spielt heute nur noch eine untergeordnete Rolle. Wichtigster Wirtschaftszweig in Zicavo ist der Tourismus mit Pensionen und Ferienhäusern.
Obgleich im korsischen Hochgebirge gelegen, ist Zicavo gut an das überregionale Straßennetz angeschlossen. Von Norden, Westen und Süden ist die Gemeinde auf Départementsstraßen erreichbar (D69, D83). Im 45 Kilometer westlich gelegenen Ajaccio befinden sich der nächstgelegene Flughafen sowie der nächste Fährhafen.

## Persönlichkeiten
Die französische Adelsfamilie Abbatucci stammt aus Zicavo, unter anderem:
- Jacques Pierre Abbatucci (1723–1813), General
- Jean Charles Abbatucci (1771–1796), Sohn von Jacques Pierre Abbatucci, General
- Jacques Pierre Charles Abbatucci (1791–1857), Enkel von Jacques Pierre Abbatucci, französischer Politiker
- Paul Séverin Abbatucci (1821–1888), Sohn von Jacques Pierre Charles Abbatucci, französischer Politiker

## Belege
1. ↑  Zicavo auf cassini.ehess
2. ↑  Zicavo auf INSEE